# Musik i Jugoslavien
Musik i Jugoslavien eller jugoslavisk musik (bosniska: jugoslavenska muzika, kroatiska: jugoslavenska glazba/muzika, serbiska/makedonska: југословенска музика, transkriberat: jugoslovenska muzika, slovenska: Jugoslovanska glasba) är musik som författades i eller av personer med rötter från Jugoslavien, en stat som bildades 1918 och föll samman i etapper mellan 1991 och 2003 då dess olika delrepubliker lämnade federationen. I Sverige benämns musik från forna Jugoslavien ofta som "juggemusik" och enskilda musikverk för "juggelåt". Hos personer med bosniakiskt, kroatiskt, makedonskt, montenegrinskt, serbiskt och slovenskt påbrå i Sverige används termen företrädesvis i ungdomskulturen.  

## Albansk musik
Albansk musik räknas som en del av den jugoslaviska musiken trots att det albanska språket inte tillhör samma språkgrupp som de övriga "jugoslaviska språken", det vill säga den sydslaviska språkgruppen. Detta eftersom en stor mängd albaner, framförallt i regionen Kosovo, levde i det forna Jugoslavien.

## Bosniakisk musik
Se musik i Bosnien och Hercegovina

## Kroatisk musik
Se musik i Kroatien

## Makedonsk musik
Se även musik i Makedonien

## Montenegrinsk musik
Se musik i Montenegro

## Serbisk musik
Se musik i Serbien

## Slovensk musik
Se musik i Slovenien